# Мокреліпе
Мокреліпе (пол. Mokrelipie) — село в Польщі, у гміні Радечниця Замойського повіту Люблінського воєводства. Населення — 403 особи (2011).
У 1975—1998 роках село належало до Замойського воєводства.

## Демографія
Демографічна структура станом на 31 березня 2011 року:
|          | Загалом | Допрацездатний вік | Працездатний вік | Постпрацездатний вік |
| -------- | ------- | ------------------ | ---------------- | -------------------- |
| Чоловіки | 189     | 36                 | 123              | 30                   |
| Жінки    | 214     | 34                 | 110              | 70                   |
| Разом    | 403     | 70                 | 233              | 100                  |

## Особистості

### Народилися
- Станіслав Сарницький (1532—1597) — польський придворний історик, публіцист, географ.